# Listă de comunități desemnate pentru recensământ din statul Oklahoma
Actuala pagină este o listă de comunităților desemnate pentru recensământ din statul Oklahoma.
Această listă a comunităților desemnate pentru recensământ de United States Census Bureau (în original list of census cesignated places in Oklahoma) conține acele zone locuite care sunt definita specific de USCB ca fiind un Census-designated place sau CDP. Această zonă locuită este o "entitate statistică care cuprinde o concentrare mare de locuitori, care nu fac parte din nicio localitate încorporată," conform originalului,  "a statistical entity ... comprising a densely settled concentration of population that is not within an incorporated place ... " . Aceste zone populate (CDPs) nu au nici un fel de guvernare.  În statul  Oklahoma, toate aceste entități locuite se găsesc în zona nord-estică a statului.
Multe dintre aceste comunităților desemnate pentru recensământ au fost denumite după localități care există fie conținând zona desemnată, fie din apropierea acesteia. Unde sunt cunoscute, comunitățile asociate sunt listate pentru referire. Printre sursele primare se numără și lucrarea lui Shirk Oklahoma Place Names (codul ISBN este ISBN  0-8061-2028-2 ), web site-ul United States Geological Survey ori en:list of unincorporated communities in Oklahoma.

 Listele de mai jos conțin toate comitatele și localitățile statului Oklahoma
- Listă de comitate din statul Oklahoma
- Listă de orașe din statul Oklahoma - (cities)
- Listă de localități mici din statul Oklahoma - (towns)
- Listă de cantoane din statul Oklahoma - (townships)
- Listă de comunități neîncorporate din statul Oklahoma
- Listă de comunități abandonate din statul Oklahoma - (ghost towns)

## A
- Akins - Comitatul Sequoyah

## B
- Ballou - Comitatul Mayes
- Belfonte - Comitatul Sequoyah
- Bell - Comitatul Adair
- Brent - Comitatul Sequoyah
- Briggs - Comitatul Cherokee
- Brush Creek - Comitatul Delaware
- Brushy - Comitatul Sequoyah
- Bull Hollow - Comitatul Delaware
- Bushyhead - Comitatul Rogers

## C
- Carlile - Comitatul Sequoyah
- Cayuga - Comitatul Delaware
- Cedar Crest - Comitatul Mayes
- Cherry Tree - Comitatul Adair
- Chewey - Comitatul Adair
- Christie - Comitatul Adair
- Cleora - Comitatul Delaware
- Cloud Creek - Comitatul Delaware
- Copeland - Comitatul Delaware

## D
- Dennis - Comitatul Delaware
- Dodge - Comitatul Delaware
- Dotyville - Comitatul Ottawa
- Dripping Springs - Comitatul Delaware
- Dry Creek - Comitatul Cherokee
- Duchess Landing - Comitatul McIntosh
- Dwight Mission - Comitatul Sequoyah

## E
- Eldon - Comitatul Cherokee
- Evening Shade - Comitatul Sequoyah

## F
- Fairfield - Comitatul Adair
- Flint Creek - Comitatul Delaware
- Flute Springs - Comitatul Sequoyah

## G
- Greasy - Comitatul Adair
- Gregory - Comitatul Rogers

## I
- Iron Post- Comitatul Mayes

## J
- Justice - Comitatul Rogers

## K
- Keys - Comitatul Cherokee

## L
- Leach - Comitatul Delaware
- Limestone - Comitatul Rogers
- Long - Comitatul Sequoyah
- Longtown - Comitatul Pittsburg
- Lost City - Comitatul Cherokee
- Lyons Switch - Comitatul Adair

## M
- Marble City Community - Comitatul Sequoyah
- Maryetta - Comitatul Adair
- Mazie- Comitatul Mayes
- McCord - Comitatul Osage
- McKey - Comitatul Sequoyah
- Meridian - Comitatul Stephens
- Murphy- Comitatul Mayes

## N
- Narcissa - Comitatul Ottawa
- New Eucha - Comitatul Delaware
- Notchietown - Comitatul Sequoyah

## O
- Old Eucha - Comitatul Delaware

## P
- Park Hill - Comitatul Cherokee
- Peavine - Comitatul Adair
- Pettit - Comitatul Cherokee
- Pin Oak Acres- Comitatul Mayes
- Pinhook Corners - Comitatul Sequoyah
- Pump Back - Comitatul Mayes

## R
- Redbird Smith - Comitatul Sequoyah
- Remy - Comitatul Sequoyah
- River Bottom - Comitatul Muskogee
- Rocky Ford - Comitatul Delaware
- Rocky Mountain - Comitatul Adair

## S
- Salem - Comitatul Adair
- Sams Corner - Comitatul Mayes
- Sand Hills - Comitatul Muskogee
- Scraper - Comitatul Cherokee
- Sequoyah - Comitatul Rogers
- Shady Grove - Comitatul Cherokee
- Shady Grove - Comitatul McIntosh
- Short - Comitatul Sequoyah
- Simms - Comitatul Muskogee
- Snake Creek - Comitatul Mayes
- Sour John - Comitatul Muskogee
- Sportsmen Acres Community - Comitatul Mayes
- Stony Point - Comitatul Sequoyah
- Sycamore - Comitatul Delaware
- Sycamore - Comitatul Sequoyah

## T
- Tagg Flats - Comitatul Delaware
- Tenkiller - Comitatul Cherokee
- Texanna - Comitatul McIntosh
- Tiawah - Comitatul Rogers
- Turley - Comitatul Tulsa
- Twin Oaks - Comitatul Delaware

## W
- Watts Community - Comitatul Adair
- Welling - Comitatul Cherokee
- West Peavine - Comitatul Adair
- Wickliffe - Comitatul Mayes
- Woodall - Comitatul Cherokee

## Z
- Zeb - Comitatul Cherokee
- Zena - Comitatul Delaware
- Zion - Comitatul Adair